# Жентонг
Жентонг, или Махамадхъямака (тиб. གཞན་སྟོང, Вайли: gzhan stong, «пустой от чего-либо иного») — одно из философских учений буддизма махаяны, показывающее, каким образом абсолютная природа реальности «свободна» или же «пуста» от чего-либо «другого», кроме своей собственной природы (свабхава).

## Истоки и развитие воззрения Жентонг
Последователи воззрения Жентонг считают, что оно было объяснено в последних двух работах Майтрейи-Асанги: Уттаратантре (Вайли: theg pa chen po rgyud bla ma’i bsten chos) и Дхармадхарматавибхаге (Вайли: chos dang chos nyid rnam par ‘byed pa).
Считается, что воззрение Жентонг связано с практикой Калачакратантры. Воззрение Жентонг как самостоятельное философское направление, в двух различающихся (по вопросу абсолютности пустоты от самобытия) версиях, оформилось в Тибете и было систематизировано Долпопой и Третьим Кармапой Рангджунг Дордже. В школе Кагью, жентонг изучается по трактатам Третьего Кармапы и его комментатора Джамгон Конгтрула. В школе Ньингма, жентонг изучается по трактатам Мипам Ринпоче.

## Толкования Жентонг
Существуют две разновидности жентонг: одна представлена в философии Долпопы Шераб Гьялцена и Джецюна Таранатхи, другая — в философии Третьего Кармапы Рангджунг Дордже, Джамгон Конгтрула (школа Карма Кагью), Мипам Ринпоче (школа Ньингма). В жентонг Кагью и Ньингма абсолютный уровень представлен «свабхавой» («самобытие», санскр.), 18 видами «пустоты от самобытия», в сочетании с «парабхавой» — «пустым от иного» изначальным осознаванием. Долпопа Шераб Гьялцен и Джецюн Таранатха — в отличие от Третьего Кармапы, Джамгон Конгтрула и Мипам Ринпоче — отрицали пустоту от самобытия на абсолютном уровне.
Это принципиальное различие, по поводу которого Мипам Ринпоче в трактате «Львиный рык утверждения жентонг» высказывался так:
«можно (ошибочно) предположить, что слова условного постулата — „абсолютное не пусто само по себе“ — отрицают его пустотность и поддерживают несостоятельный взгляд (…) что абсолютное является обособленным, постоянным и неизменным. Но, в таком случае, нет даже частичного понимания этой великой философской системы.»
Далай-лама XIV (в книге «Далай-лама о Дзогчене»), ссылаясь на авторитетного Ламу школы Ньингма, упоминает о жентонг:
«Многие тибетские мастера прошлого отвергали это воззрение, но Дилго Кхенце Ринпоче утверждает, что существует две разновидности жентонг, одна из которых достоверна, а другая нет.»
Жентонг Долпопы Шераб Гьялцена и Джецюна Таранатхи рассматривает относительную реальность как пустую от присущего ей собственного существования. Это пустота от самосущего существования или «рантонг» рассматривается исключительно как природа относительной реальности, тогда как абсолютная реальность понимается как пустая от всего, кроме себя самой, согласно Долпопе Шераб Гьялцену. Следовательно, преходящий ощущаемый нами опыт остаётся лишённым некой врождённой природы, тогда как безграничная, ясная Будда-природа, присущая всем живым существам, остаётся неизменной и постоянной. Долпопа отрицал пустоту абсолютного от самобытия:
«Великие Колесничие, положившие начало Традиции. Они безошибочны и обладают всеми высочайшими достоинствами. В их традиции не всё является пустым от себя. Чётко отделив то, что пусто собой, от того, что пусто другим, они говорили лишь, что всё, являющееся поверхностной реальностью, пусто от себя, а то, что является абсолютным, то пусто от другого.»
Третий Кармапа Рангджунг Дордже, в отличие от Долпопы с Таранатхой, рассматривает 18 видов «пустоты от самобытия» (список видов пустоты из Махапраджняпарамита-Сутры) как абсолютное, наряду с «пустым от другого» изначальным осознаванием. Третий Кармапа первым сформулировал идею сочетания двух типов пустоты на абсолютном уровне:
«Абсолютное же — это пустотность собственной природы, которая объясняется как восемнадцать таких пустотностей как пустотность внутреннего и т. д., тогда как истинное выражается как самовозникающее изначальное осознавание без двойственности воспринимаемого и воспринимающего, также существующее как абсолютное.»
Пустота от самобытия на абсолютном уровне, вслед за Третьим Кармапой, постулируется Джамгон Конгтрулом в его комментариях. Подкрепляя эту точку зрения, Джамгон Конгтрул, так же, ссылается на трактат Арьядевы «Полное собрание сущности изначального осознавания» (Джнянагарбхасамуччая) и на «Тантру свода ваджрного изначального осознавания» (ye shes rdo rje kun las btus pa’i rgyud).
Мипам Ринпоче в трактате «Сущность разъяснения сугатагарбхи» учит сочетанию двух типов пустоты на абсолютном уровне в жентонг Ньингма:
«Сугата проясняет сущность сугатагарбхи через учение о пустотности, и он проясняет природу сугатагарбхи через учение о таких совершенных качествах, как силы и т. д., как изначально присущих ей. Эти двое (то есть сущность и природа) должны быть непротиворечиво объединены. Однако, не достигая уверенности в глубочайшем ключевом моменте нераздельности двух истин, некоторые рассматривают сугатагарбху как нечто постоянное и непустое от своей сущности, тогда как другие, цепляясь за одну лишь пустотность, не могут обосновать изначальное обладание нераздельными качествами изначального осознавания и занимают крайнюю позицию нигилистического воззрения.»

## Особенности воззрения Жентонг
Считается, что существует три Великие системы учения, которые были дарованы Буддой, это:
1. Великое совершенство, или Махаати, которое является важнейшей частью школы Ньингма.
2. Великая печать, или Махамудра, учение школ сарма.
3. Великий Срединный Путь, или Махамадхъямака, учение школы Джонанг.

Великая Мадхъямака или Великий Срединный Путь — это «Шентонг Мадхъямака», отличающееся от Общей Мадхъямаки, известной как «Рантонг Мадхъямака».
Джецун Таранатха в заголовке к «Установление Двух Систем» писал:
«Соответственно, те кто придерживается воззрения рантонг, считают, что первый поворот Колеса Учения Будды, которое учит Четырём Благородным истинам, является предварительным в значении, второй поворот Колеса Дхармы, которое учит отсутствию характеристик, является абсолютно окончательным в значении, а последний, в совершенстве безупречный, поворот Колеса Дхармы является косвенно окончательным в значении. Те же, кто поддерживают Жентонг, принимают первый поворот Колеса Дхармы как предварительный, второй поворот Колеса Дхармы как разъясняющий косвенное окончательное значение, а последний поворот Колеса Дхармы как показывающий абсолютный окончательный смысл».
В жентонг Ньингма два варианта оппозиции относительное / абсолютное (проявления / пустота и заблуждение / мудрость) совмещаются. Мипам Ринпоче в трактате «Львиный рык утверждения жентонг» писал:
«Смысл Великой мадхьямаки — это единство проявления и пустотности. Это, не обманчивое для высшего видения, есть абсолютная истина. Двойственные и обманчивые проявления — это относительное.»
В жентонг Ньингма мадхьямака-прасангика Чандракирти считается необходимой, но недостаточной для описания абсолютного уровня. Критикуется не пустота от самобытия на абсолютном уровне — а голая пустота от самобытия, не оставляющая места для позитивных описаний ясного света и состояния Будды. (Голая пустота от самобытия и голая пустота от другого отвергаются Лонгченпой в его формуле «пустота от обеих».) Изначальное осознавание, согласно Лонгченпе, пусто от самобытия:
«(Дзогпа Ченпо), опираясь на изначально чистую и обнажённую коренную осознанность, которая лишена самобытия и никогда не прекращается, понимает её (коренную осознанность) и все происходящие из неё феномены как свободные от крайностей, подобно пространству».
В Ньингма выступают против разделения «двух истин», считая, что такое разделение относится к состоянию выхода из созерцания, в то время когда в созерцании «две истины» объединяются. Справедливость воззрения прасангики (внешней, или грубой мадхьямаки) в таком объединении «двух истин» сохраняется, но его недостаточно — жентонг, или внутренняя, великая мадхьямака, дополняет его описаниями изначального осознавания. Дуджом Ринпоче об этом объединении прасангики с описанием ясного света писал:
«Но [в состоянии] после медитации делается различие между первым [аспектом внешней мадхьямаки], которая разделяет две истины, относя пустотность к абсолютному, а проявления к относительному, а также вторым [аспектом внутренней Великой мадхьямаки], которая определяет две истины как соответствие и несоответствие способа пребывания и способа проявлений. Тем не менее, поскольку [истинность] второго не может быть установлена, пока не установлено первое, то вначале, в соответствии с замыслом прасангики согласно „Собранию рассуждений мадхьямаки“, устанавливается не разделяемая на категории окончательная и абсолютная истина, которая находится в сфере нераздельного и высшего Изначального осознавания, где все явления не рождаются, не прекращаются, изначально пребывают в покое и по своей природе являются нирваной.»

## Полемика — Мадхъямака Большая и Малая
Полемика по поводу предельной природы ума (и реальности) не утихала на протяжении веков: сторонники Рантонг (тиб. rang stong, пустое само по себе) могли весомо и справедливо приводить в качестве аргумента анатман, вменяя сторонникам философии Долпопы и Таранатхи заблуждение «этернализма». Но наравне с этернализмом буддизм отрицает и нигилизм, — и именно этим аргументом вооружаются шентонгпа, требуя какого-либо основания под апофатическими рассуждениями Мадхьямаки. Шентонгпа считают свою позицию лишь дополняющей метод Мадхьямики: последняя, ничего не постулируя, используется лишь в качестве совершенного инструмента для «отсекания» любых заблуждений относительно невыразимой природы истины. Истина же являет себя таковой лишь в реализации существом присущего ему Семени Будды.
Мипам Ринпоче в трактате «Сущность разъяснения сугатагарбхи» пишет об этом:
«Сугата проясняет сущность сугатагарбхи через учение о пустотности, и он проясняет природу сугатагарбхи через учение о таких совершенных качествах, как силы и т. д., как изначально присущих ей. Эти двое (то есть сущность и природа) должны быть непротиворечиво объединены. Однако, не достигая уверенности в глубочайшем ключевом моменте нераздельности двух истин, некоторые рассматривают сугатагарбху как нечто постоянное и непустое от своей сущности, тогда как другие, цепляясь за одну лишь пустотность, не могут обосновать изначальное обладание нераздельными качествами изначального осознавания и занимают крайнюю позицию нигилистического воззрения.»
Эта полемика (исторически, весьма глубокая и богатая последствиями) породила также зачастую спорное разделение Мадхъямаки на Большую и Малую (или Йогачара-Мадхьямаку — в отношении позиции Шентонг).